# Ermengarda del Reno
La contessa palatina Ermengarda del Reno nota anche come Ermengarda di Baden, (1200 circa – 24 febbraio 1260) è stata margravia di Baden a seguito del suo matrimonio con Ermanno V.

## Biografia
Era la figlia di Enrico V, conte palatino del Reno, che era anche duca di Brunswick, e di sua moglie Agnese di Hohenstaufen. Il suo nonno paterno era Enrico il Leone. Sposò Ermanno V e portò in dote la città di Pforzheim.
Lei e suo marito sono conosciuti come patroni dei monasteri di Maulbronn, Tennenbach, Herrenalb, Selz, Salem e Backnang. Nel 1245, Ermengarda fondò l'abbazia di Lichtenthal a Lichtental (ora parte di Baden-Baden, dove in seguito sarebbero stati sepolti i margravi di Baden. Tuttavia, la costruzione di questa abbazia andò oltre le sue risorse finanziarie e dovete richiedere l'assistenza dei suoi figli. Nel marzo 1245 le furono concessi diversi manieri e diritti.
(Archivio generale di Stato di Karlsruhe)
In questo caso, i fratelli diedero più di quanto possedessero, perché in precedenza avevano infeudato Luigi di Liebenzell con due parti delle decime. Ciò portò a una lunga disputa.

## Matrimonio e discendenza
Intorno al 1217, Ermengarda sposò  margravio di Baden Ermanno V ed ebbero i seguenti figli:
- Ermanno (1225 – 4 ottobre 1250), margravio di Baden;
- Rodolfo I (1230 – 19 novembre 1288), margravio di Baden;
- Mechtild († 1258) che sposò il 4 aprile 1251 il conte di Württemberg Ulrico I (c. 1222 – 25 febbraio 1265);
- Elisabetta, che sposò prima il conte Eberardo di Eberstein e poi Luigi II di Lichtenberg.

Nel 1248, Ermengarda trasferì le spoglie di suo marito dall'abbazia di Backnang a quella di Lichtenthal.

## Ascendenza
|                                        |                             |                                                | Genitori                                             |  |  | Nonni |  |  | Bisnonni                             |  |  | Trisnonni                  |  |
|                                        |                             |                                                |                                                      |  |  |       |  |  | Enrico X, duca di Baviera e Sassonia |  |  | Enrico IX, duca di Baviera |  |
|                                        |                             |                                                |                                                      |  |  |       |  |  | Enrico X, duca di Baviera e Sassonia |  |  | Enrico IX, duca di Baviera |  |
|                                        |                             | Wulfhilde di Sassonia                          |                                                      |  |  |       |  |  | Enrico X, duca di Baviera e Sassonia |  |  |                            |  |
| Enrico XII, duca di Sassonia e Baviera |                             |                                                |                                                      |  |  |       |  |  | Enrico X, duca di Baviera e Sassonia |  |  |                            |  |
|                                        |                             | Gertrude di Supplimburgo                       | Lotario II, imperatore dei Romani e duca di Sassonia |  |  |       |  |  |                                      |  |  |                            |  |
|                                        |                             | Gertrude di Supplimburgo                       | Lotario II, imperatore dei Romani e duca di Sassonia |  |  |       |  |  |                                      |  |  |                            |  |
|                                        |                             | Gertrude di Supplimburgo                       | Richenza di Northeim                                 |  |  |       |  |  |                                      |  |  |                            |  |
| Enrico V, conte palatino del Reno      |                             | Gertrude di Supplimburgo                       |                                                      |  |  |       |  |  |                                      |  |  |                            |  |
|                                        |                             | Enrico II, re d'Inghilterra                    | Goffredo V, duca di Normandia                        |  |  |       |  |  |                                      |  |  |                            |  |
|                                        |                             | Enrico II, re d'Inghilterra                    | Goffredo V, duca di Normandia                        |  |  |       |  |  |                                      |  |  |                            |  |
|                                        |                             | Enrico II, re d'Inghilterra                    | Matilde d'Inghilterra                                |  |  |       |  |  |                                      |  |  |                            |  |
| Matilde d'Inghilterra                  |                             | Enrico II, re d'Inghilterra                    |                                                      |  |  |       |  |  |                                      |  |  |                            |  |
|                                        |                             | Eleonora, duchessa d'Aquitania                 | Guglielmo X, duca d'Aquitania                        |  |  |       |  |  |                                      |  |  |                            |  |
|                                        |                             | Eleonora, duchessa d'Aquitania                 | Guglielmo X, duca d'Aquitania                        |  |  |       |  |  |                                      |  |  |                            |  |
|                                        |                             | Eleonora, duchessa d'Aquitania                 | Eleonora di Châtellerault                            |  |  |       |  |  |                                      |  |  |                            |  |
| Ermengarda del Reno                    |                             | Eleonora, duchessa d'Aquitania                 |                                                      |  |  |       |  |  |                                      |  |  |                            |  |
|                                        | Federico II, duca di Svevia | Federico I, duca di Svevia                     |                                                      |  |  |       |  |  |                                      |  |  |                            |  |
|                                        | Federico II, duca di Svevia | Federico I, duca di Svevia                     |                                                      |  |  |       |  |  |                                      |  |  |                            |  |
|                                        | Federico II, duca di Svevia | Agnese di Waiblingen                           |                                                      |  |  |       |  |  |                                      |  |  |                            |  |
| Corrado, conte palatino del Reno       | Federico II, duca di Svevia |                                                |                                                      |  |  |       |  |  |                                      |  |  |                            |  |
|                                        |                             | Agnese di Saarbrücken                          | Federico, conte di Saarbrücken                       |  |  |       |  |  |                                      |  |  |                            |  |
|                                        |                             | Agnese di Saarbrücken                          | Federico, conte di Saarbrücken                       |  |  |       |  |  |                                      |  |  |                            |  |
|                                        |                             | Agnese di Saarbrücken                          | Gisela di Lorena                                     |  |  |       |  |  |                                      |  |  |                            |  |
| Agnese di Hohenstaufen                 |                             | Agnese di Saarbrücken                          |                                                      |  |  |       |  |  |                                      |  |  |                            |  |
|                                        |                             | Bertoldo I di Henneberg, burgravio di Würzburg | Godeboldo II di Henneberg, burgravio di Würzburg     |  |  |       |  |  |                                      |  |  |                            |  |
|                                        |                             | Bertoldo I di Henneberg, burgravio di Würzburg | Godeboldo II di Henneberg, burgravio di Würzburg     |  |  |       |  |  |                                      |  |  |                            |  |
|                                        |                             | Bertoldo I di Henneberg, burgravio di Würzburg | Liutgarda di Hohenberg                               |  |  |       |  |  |                                      |  |  |                            |  |
| Irmengarda di Henneberg                |                             | Bertoldo I di Henneberg, burgravio di Würzburg |                                                      |  |  |       |  |  |                                      |  |  |                            |  |
|                                        |                             | Berta di Putelendorf                           | Federico IV di Goseck, conte palatino di Sassonia    |  |  |       |  |  |                                      |  |  |                            |  |
|                                        |                             | Berta di Putelendorf                           | Federico IV di Goseck, conte palatino di Sassonia    |  |  |       |  |  |                                      |  |  |                            |  |
|                                        |                             | Berta di Putelendorf                           | Agnese di Limburgo                                   |  |  |       |  |  |                                      |  |  |                            |  |
|                                        |                             | Berta di Putelendorf                           |                                                      |  |  |       |  |  |                                      |  |  |                            |  |